# 稲葉事件
稲葉事件（いなばじけん）は、2002年7月に北海道警察の生活安全特別捜査隊班長である稲葉圭昭（いなば よしあき）警部（当時）が覚せい剤取締法違反容疑と銃砲刀剣類所持等取締法違反容疑で逮捕・有罪判決を受けた事件である。

## 起訴までの経緯
2002年（平成14年）7月5日、札幌市内で飲食店を経営しているW（40歳男）は、自ら覚醒剤を持ち、同市の北海道札幌方面北警察署に出頭（自首）し、逮捕された。
Wは、生活安全特別捜査隊班長である稲葉圭昭警部が覚醒剤を使用していることや大量に所持していることを供述した。供述した相手は北署の警察官ではなく、勾留質問を行った札幌地方裁判所の裁判官だったとされる。
道警薬物対策課は7月10日午前、勤務中の稲葉に任意同行を求めて尿検査を実施し、覚醒剤の使用を示す陽性反応が出たため、同日午後に覚せい剤取締法違反（使用）容疑で逮捕した。北海道警察で、現職警官が薬物使用で逮捕されるのは初めてだった。道警は、稲葉を7月12日付で懲戒免職処分にした。裁判で稲葉は、2000年（平成12年）秋頃から、上司との軋轢によるストレス解消のため、覚せい剤の使用を始めたと証言している。
さらに道警薬物対策課は、稲葉本人の名義で借りていたアジトを7月18日に家宅捜索したところ、ロシア製の自動式拳銃PSM一丁と、ビニール袋に入った覚醒剤0.44 gを発見。対策課は7月31日、銃刀法違反（拳銃の不法所持）と覚せい剤取締法違反（所持）容疑で稲葉を再逮捕した。また同日、札幌地方検察庁は覚せい剤取締法違反（使用）容疑で稲葉を起訴した。
薬物対策課は7月23日、札幌市中央区にある稲葉の自宅マンションの家宅捜査にて、覚醒剤約92.9 g を発見。密売目的と判断し、8月21日、稲葉を覚せい剤取締法違反（営利目的所持）容疑で再逮捕した。密売では、約2,000万円を超える利益を得たと後の裁判で認定されている。
札幌地検は9月11日、覚せい剤取締法違反（所持）及び銃刀法違反（所持）容疑で稲葉を追起訴した。
10月17日、稲葉を含む当時の銃器対策課の4捜査員が、偽証他の容疑で書類送検された。
これは1997年（平成9年）11月14日、小樽市内でロシア人の船員が拳銃と実弾を所持していた銃刀法違反、加重所持で、有罪判決を受けた事件で、逮捕現場に捜査協力者であるパキスタン人がいたにもかかわらず、K警視の指示で捜査書類に記述せず、さらに公判でも「パキスタン人がいたことは確認していない」と偽証した容疑である。公判でロシア人の弁護側は「銃と中古車の交換を持ちかけられ、持ち込んだ。違法なおとり捜査だ」と主張したが退けられ、懲役2年の実刑判決が確定した。稲葉事件発覚時には出所して、既に帰国していた。
送検されたのは稲葉、元北海道警察釧路方面本部生活安全課長のK警視（7月に自殺、後述）、道警外事課指導官のN警視（51 当時道本銃器対策課長補佐）、釧路署生活安全課係長C警部補（43 当時道本銃器対策課主任）。当時の銃器対策課長と次席（いずれも警視）は、関与がないとした。
12月27日、札幌地検は稲葉の虚偽公文書作成・同行使容疑及び偽証容疑、Nの虚偽公文書作成・同行使容疑、Cの偽証容疑について、いずれも起訴猶予処分とした。Kについては被疑者死亡で不起訴処分とした。札幌地検は、合法的なおとり捜査だったと判断した。
この「おとり捜査」のその後については後述する。

## 事件背景
稲葉は1953年に北海道門別町に生まれる。北海高等学校を経て、東洋大学では柔道部で活躍した。1976年に道警へ入り、暴力団捜査に長く携わった。
金丸信副総裁狙撃事件をはじめ全国的に続発する拳銃事件に対し、警察庁は1993年頃から全国の警察へ大号令をかけた銃器摘発キャンペーンを受け、道警は1993年4月、防犯部（現：生活安全部）に銃器対策室（1996年に課へ改組）を設置し、稲葉は旭川中央署から初代捜査員の一人として配属された。
2001年4月に警部へ昇進し、生活安全特別捜査隊へ異動するまでの8年間で、稲葉は約100丁近い拳銃を押収した。銃器対策課の元捜査員は、「稲葉！ 今月も何とかならんか」と幹部がげきを飛ばすと、通常なら10回は捜査するところを、稲葉は数日後にいとも容易く拳銃を押収してくる、というやり取りが繰り返されていたと話している。その多くは、誰が持ち主かわからないまま押収される「首なし銃」と呼ばれる拳銃であり、そのほとんどが捜査協力者との裏取引で手に入れたものであった。後の公判で稲葉は、約70丁が捜査協力者から入手し、摘発を装ったものと述べている。なお「首なし銃」については、1993年の銃刀法改正による「自首減免」制度が大きく影響している。
稲葉は暴力団員らと接触して捜査協力者を増やし、情報入手のために飲食代を負担したり小遣いを渡したりしていたが、資金の工面に困るようになる。そのため、協力者とともに拳銃や覚せい剤の密売に手を染めるようになった。
稲葉は密売で手に入れた金を、交際していた巡査部長（後述）との交際費や、輸入車の購入にも使っていた。
稲葉のことを自供したWも捜査協力員の1人であり、稲葉とは長年親密な関係にあった。Wは小樽港で、中古車の輸出などに関わっていた が、稲葉と金銭トラブルが生じたため、自供する道を選んだ。

## 稲葉逮捕の影響と処分
2002年7月31日午前、札幌市南区にある藻南公園内のトイレで、北海道警釧路方面本部の生活安全課長であるK警視（56）が首を吊って自殺した。遺書はなく、自殺の原因は不明。Kは1997年4月から2001年2月まで銃器対策課に在任し、稲葉の元上司だった。30日から道警本部で事情を聞かれており、この日も聴取が予定されていた。
稲葉の捜査協力者であったWは2002年8月29日6時35分頃、札幌拘置支所の個室で、靴下の片方を口の中に詰め、もう片方を首に巻いた状態で、布団の中で横たわっているところを、巡回中の刑務官に発見された。死因は窒息死で、遺書はなかったが、自殺と結論付けられた。Wは9月11日に札幌地裁で初公判が開かれる予定であり、弁護人は自殺する理由に心当たりがないと話している。9月7日、札幌地裁はWの公訴を棄却した。
稲葉と交際していた銃器対策課のH巡査部長（33）は、2002年8月17日夜、稲葉の親族男性（24）と同乗し、稲葉と付き合いのある暴力団関係者の男（37）に自らの車を運転させていたが、札幌市北区の国道交差点でタクシーと衝突。男らとの飲食直後であったことから、Hは札幌北署員に自分が運転したと虚偽の申告をした。
9月5日、道警はHを犯人隠匿容疑で、暴力団関係者を業務上過失傷害と道交法違反（ひき逃げ）、犯人隠避ほう助容疑で、稲葉の親族男性を犯人隠匿ほう助容疑で、タクシー運転手を業務上過失傷害容疑でそれぞれ検察官に送致した。飲酒運転は立件が難しいと判断し、立件しなかった。
また道警は、Hを同日付で懲戒免職処分にした。理由は(1)交通事故の他に、(2)稲葉との親密な交際、(3)稲葉の自宅で5月に覚せい剤吸引用パイプ2本を発見しながら上司に報告しなかった、(4)暴力団関係者の飲酒運転を容認した、ことを挙げた。
略式起訴されたHは、2003年1月15日までに札幌簡易裁判所で、罰金20万円の略式命令を受けた。
2002年12月27日、道警と国家公安委員会は、一連の事件について調査が終了し、本部長ら13人の処分を発表した。また処分とあわせて再発防止策として、刑事部など組織犯罪捜査に携わる各部に専任監察官と適正捜査指導官を配置するなどの新たな人事を発令した。処分内容は以下。
- 稲葉の覚せい剤取締法違反などの事件
  - U北海道警察本部長＝警察庁長官訓戒
  - I函館西警察署長（元道本銃器対策課長）＝本部長訓戒
  - M北海道警察本部生活安全特別捜査隊長＝本部長訓戒
  - S静内警察署長（前道本生安特捜隊長）＝本部長訓戒
  - O北海道警察生活安全課次席（元銃器対策課長補佐）＝本部長訓戒
  - K北海道警察本部生活安全部長＝本部長注意
  - O北海道警察本部生安特捜隊副隊長＝本部長注意
  - M北海道警察本部少年サポートセンター所長（前道本生安特捜隊副隊長）＝本部長注意
- 銃刀法事件に絡む偽証容疑などの事件 
  - N北海道警察本部外事課指導官（元道本銃器対策課長補佐）＝減給100分の10、3カ月
  - C釧路警察署係長（元道本銃器対策課主任）＝戒告
  - K北警察署長（元道本銃器対策課長）＝本部長訓戒
  - A北海道警察本部総務部参事官兼総務課長（元道本銃器対策課長）＝本部長訓戒
  - W北海道警察本部薬物対策課長（元道本銃器対策課次席兼指導官）＝本部長注意

## 裁判
2002年11月14日に札幌地裁で開かれた初公判で、稲葉は起訴事実を認めた。検察側は、稲葉が覚せい剤の密輸で得た利益が、2000年4月以降だけで4千数百万円になったこと、1999年ごろから自ら覚せい剤を使用していたこと、1998年頃から鑑賞と小遣い稼ぎのために拳銃約10丁をロシア人船員から入手して暴力団関係者に密売することで100万円弱の利益を得たことを明らかにした。ただし、道警については一切の言及がなかった。
2003年2月13日の第3回公判で稲葉は、弁護人からの被告人質問に対し、上司の依頼で、自ら調達した拳銃を正規に押収していたように偽装していたことを明らかにした。その内容は下記である。
- 1989年12月、勤務していた北見警察署で、上司の刑事防犯担当次長から「銃器の摘発が北見方面本部はゼロだ。何とかならんか」と言われ、札幌で捜査協力者から拳銃1丁を入手し、JR北見駅のコインロッカーに入れて同署に電話。駆けつけた捜査員に、「首なし銃」として押収させた。
- 1993年6月、札幌市営地下鉄大通駅コインロッカーに、捜査協力者から手に入れた弾倉のない機関銃を置き、押収させた。
- 同年、札幌市南区の土中に拳銃を埋め、匿名電話にて通報した。
- 同年暮れ、道警本部銃器対策室長から「現在78丁。あと1丁で（道警の）新記録だ」と言われ、捜査協力者から拳銃1丁を入手し、大通駅コインロッカーから押収したように見せかけ、摘発した。
- 1998年暮れ、捜査協力者から拳銃6丁を手に入れ、5丁を協力者の関係者に持たせて自首させた。残り1丁は銃器対策課次席に手渡した。次席はそれを執務室の机の中に保管した。

稲葉は他にも、捜査協力者の実態についても詳細に証言した。
道警は、捜査協力者をスパイの頭文字であるS(エス)と呼び、その名簿を作っていた。稲葉は夕方から朝までSと接触し、実績を上げていた。しかし、Sと会うときは食事をおごるなどするため多額の金が必要であったが、上司は情報料として1 - 5万円をくれるのみで、しかもその回数は少なく、自己資金から500万円を貸したケースもあった。逮捕当時、稲葉の協力者は20人いた。稲葉の犯行を暴露し、後に自殺したWも協力者の1人であり、過去に2000万円以上使っていたが、2002年7月初めに600万円を無心されて断ったことから立腹し、自首したと述べた。
稲葉は更に、2001年6月から2002年4月にかけ、大麻計8kgの密売を行ったことを供述した。
2月24日の第4回公判で、稲葉は前回に続く被告人質問にて、銃器摘発月間だった1999年10月、小樽市内でパキスタン人男性が、ロシア製拳銃など3丁を所持していたとして摘発した銃刀法違反事件が、事前に男性の承諾を得て逮捕したやらせだったと供述した。ただし、上司の関与については触れなかった。
また押収された覚せい剤約93gはおとり捜査の過程で入手したことと、上司は銃器摘発のために捜査協力者の覚せい剤取引を見逃していたと証言した。
3月17日の論告求刑公判で検察側は、犯行動機は金銭欲と物欲で酌量の余地はないとし、懲役12年、罰金200万円を求刑した。弁護側は最終弁論で、動機は捜査協力者を維持するための金策目的であり、道警の組織的な違法捜査に原因があるとして情状酌量を求めた。
稲葉は最終陳述で、2000年4月ごろ、銃器摘発のために道警銃器対策課と函館税関との合同による泳がせ捜査を行い、香港・石狩湾新港ルートによる覚せい剤の密輸入を2回見逃したが、捜査に失敗し、銃器が摘発できなかったことを述べた。稲葉が持っていた覚せい剤は、1回目の密輸時の一部とも証言した。さらにこの泳がせ捜査に関与した、新たな道警の上司1名の実名を挙げた。
4月21日、札幌地裁は、稲葉に懲役9年、罰金160万円の判決を言い渡した。判決では、稲葉の覚せい剤営利目的について捜査協力者との多額な交際費を捻出するためとしたが、同時に愛人との交際費などにも賄う目的があったとした。さらに捜査情報の入手目的には、警察組織内に自らの立場、能力を誇示する思惑もあり、動機は自己中心的かつ利欲的と断罪した。しかし、やらせ捜査などの問題点には一切触れなかった。
5月6日の控訴期限までに、検察側、弁護側とも控訴せず、札幌地裁の判決が7日に確定した。

## 裁判中およびその後の道警の対応
道警は2002年12月27日に内部調査が終了した として幕引きを計っていた が、2003年2月13日の公判における稲葉の供述で対応に追われることとなった。道警は14日、偽装摘発を知っていたと名指しされた当時の上司3名である、札幌西署長（1989年当時北見署刑事防犯担当次長）、道本暴力団対策課長（1993年当時銃器対策室長）、道本薬物対策課長（1998年当時銃器対策課次席）への聴取を行った。3人はいずれも現職警視であり、12月には道本薬物対策課長のみ道警本部長注意という軽い処分を受けていたが、他の2人は処分から外れていた。
2月19日の定例道議会における一般質問でU道警本部長は、元上司3名を含む関係者へ聴取して再度確認したところ、そのような事実は把握されなかったと答弁し、稲葉が証言した組織ぐるみのやらせ捜査を否定する調査結果を明らかにし、以後の再調査は行わないと明言した。
道警は再発防止策の一環として、稲葉が所属していた銃器対策課や薬物対策課、捜査四課などの組織犯罪捜査に携わってきたベテラン刑事20数人を、3月31日及び4月1日付の定期人事異動で一斉に捜査現場から外した。組織犯罪捜査10年以上もしくは同じ課の在籍7年以上が対象の、機械的な振り分けであった。

## おとり捜査事件その後
1997年11月のロシア人船員おとり捜査事件では、稲葉ら3人が2002年12月27日に起訴猶予処分となった（前述）が、札幌検察審査会は2004年1月28日、「起訴相当」と議決した。
札幌地検は、おとり捜査に関与した捜査協力員だったパキスタン人（既に帰国）への事情聴取を試みた が、実現しなかった。そこで他の当事者から再聴取したが、捜査書類や公判での証言に虚言性が高くないこと、偽証などは自殺した当時の直属上司であるK警視が主導した、とした。道警の組織的関与は否定した。おとり捜査の違法性については、パキスタン人が犯行をそそのかした事実がないので適法と結論付けた。
稲葉は2004年9月下旬、おとり捜査事件での偽証は捜査会議で決定されており、これは「事前謀議」にあたるとして、当時の銃器対策課課長（警視正）と次席（退職）を偽証と虚偽公文書作成容疑で、札幌地検に告発した。
これは、事件摘発前日の1997年11月13日深夜、道警本部で当時銃器対策課の課長と次席、自殺した指導官のK警視、当時課長補佐のN警視の計4人が出席。おとり捜査を隠蔽するため、捜査協力者のパキスタン人が現場にいなかったよう、捜査報告書への虚偽記載と公判での偽証を前提にした捜査方針を決めた。この方針は、ロシア人船員逮捕の数時間前、小樽港で待ち伏せていた稲葉に対しK警視らが直接伝えた、というものである。
札幌地検は告発を受理し、10月下旬、稲葉から事情聴取した。しかし11月28日までに不起訴とした。
元船員のロシア人男性とその弁護団は、2005年7月5日、違法なおとり捜査と偽証で損害を受けたとして、国と道に計2,310万円の損害賠償を求めた。
道は、国家賠償法第6条「相互保証」について、原告側に立証責任があると申し立てたが、札幌地裁は2009年1月16日の中間判決で、訴えは適法として、ロシア人男性に訴訟を起こす資格があるとした。
7月31日、千葉刑務所の出張法廷で稲葉は、犯意誘発型捜査の違法なおとり捜査だったことを認めた。
2010年3月19日、札幌地裁は道警のおとり捜査であったことを認定しながらも違法性を否定。ただし、偽証がなければ無罪もしくは懲役2年未満の判決になった可能性があると、道に慰謝料など計50万円の支払いを命じた。
原告と道側の双方が控訴したが、2011年2月24日、札幌高裁は一審同様、おとり捜査の違法性は認めなかったものの、公判での偽証は認定し、双方の控訴を棄却した。
原告と道側の双方が上告した が、最高裁第三小法廷は2013年4月16日付で双方の上告を棄却したため、一・二審判決が確定した。

## 裁判後
拳銃押収事件の捏造疑惑や、裏金造りの実態を追う『スクープスペシャル総力取材・警察の闇』（テレビ朝日）が2003年11月23日に放送された。
北海道警裏金事件においてその実態を詳細に供述した元釧路方面本部長原田宏二は、1993年4月、道警防犯部に銃器対策室が発足したときの防犯部長であった。稲葉の旭川中央署、防犯部などで部下になったことがある。原田は、捜査協力員であるSの運用システム作成を指示し、釧路方面本部長に転出後の1993年秋に完成した。このシステムは、稲葉の逮捕とともに形骸化する。しかし、銃器対策室の捜査費は裏金に回され、捜査員は協力員への謝礼の多くを自費で賄っていたとされる。原田は稲葉事件について、捜査協力員への金や管理の問題が稲葉を追い込み、パンクしたのが原因であり、組織の問題が背景にあるのに無視され、個人的事件にされた、と述べている。原田は当初、稲葉事件の背景に捜査費が裏金化していた実態があったことを証言しようと、初公判前の2002年10月頃に稲葉の弁護士に申し出た。しかし2003年1月初め、道警監察官室の幹部から出廷を取りやめるよう働きかけられ、最後は自ら出廷を断念した が、そのときの思いが、2004年2月10日の記者会見における北海道警組織ぐるみの裏金の実態証言につながった。原田は3月4日の道議会総務委員会における参考人質疑で、捜査費や捜査用報償費が幹部交際費に使われて現場に回らず、捜査協力員への運用費を自費で賄わなくなったことが、稲葉事件の背景にある、と述べた。
稲葉は2011年9月に刑期を終え出所し、10月に『恥さらし 北海道警 悪徳刑事の告白』を講談社から出版 し、インタビュー等にも応じている。著書やインタビューでは、稲葉が公判の最終陳述で語った2000年4月頃の泳がせ捜査についても詳細に語っているが、函館税関はその事実を否定し、道警はコメントを控えると回答している。

## 稲葉事件を扱った作品

### 書籍
- 曽我部司『北海道警察の冷たい夏』寿郎社、2002年
- 織川隆『北海道警察 日本で一番悪い奴ら』講談社、2003年
- 原田宏二『警察内部告発者』講談社、2005年
  - 原田宏二『たたかう警官』ハルキ文庫、2009年
- 稲葉圭昭『恥さらし 北海道警 悪徳刑事の告白』講談社、2011年
- 梶本レイカ『コオリオニ』ふゅーじょんぷろだくと、2016年 ※稲葉事件を元にしたＢＬフィクション。

### 映像作品
- 映画『日本で一番悪い奴ら』（作：稲葉圭昭「恥さらし ―北海道警 悪徳刑事の告白―」を原作とする映画[62]。） - 出演者の音尾琢真は父親が稲葉と同僚だったこと[63]を監督の白石和彌が伝えると驚いたという[64]。
- オリジナルビデオ『3代目代行シリーズ』5,6-稲葉役-小沢仁志